# 퀴어 아나키즘

퀴어 아나키즘의 깃발

퀴어 아나키즘(Queer anarchism)은 퀴어 해방과 호모포비아, 레즈보포비아, 트랜스여성혐오, 바이포비아, 트랜스포비아, 이성애 규범성, 이성애중심주의, 가부장제, 성별 이분법 등에 대항하기 위해 아나키즘과 사회혁명을 옹호하는 아나키즘의 흐름 중 하나다. LGBT 권리를 위해 투쟁했던 역사적 아나키스트에는 존 헨리 맥케이, 아돌프 브랜드, 다니엘 게랭 같은 이들이 있었다. 개인주의적 아나키스트인 아돌프 브랜드의 Der Eigene(유일자)는 게이 이슈에 대한 출판물이며 1896년 - 1932년 사이 베를린에서 간행했는데, 이는 세계 최초의 게이 이슈에 관한 출판물이었다.

## 역사

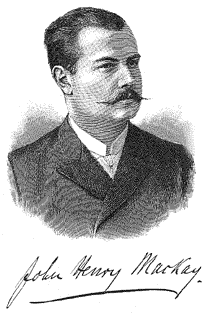
존 헨리 맥케이

아나키즘의 자유에 대한 강조는 아나키스트 운동 안팎에서 자연스럽게 동성애를 옹호하는 것으로 간주되었다. 에밀 싯차(Emil Szittya)는 Das Kuriositäten-Kabinett (1923)에서 동성애와 관련해 다음과 같이 언급한다. “매우 많은 아나키스트들이 이런 경향을 가지고 있다. 헝가리계 아나키스트인 알렉산더 소미(Alexander Sommi)는 이런 아이디어에 근거하여 동성애 아나키스트 그룹을 설립했다.” 그의 시각은 마그누스 히르슈펠트(Magnus Hirschfeld)의 책인 Die Homosexualität des Mannes und des Weibes(1914)에서 확인되었다. “상대적으로 작은 그룹의 사람들 사이에서, 이 아나키스트들은 다른곳에 비해 동성애자나 여성적인 이들이 많은것처럼 보였다” 이탈리아 아나키스트인 루이지 베르토니(Luigi Bertoni, 싯차에 의해 동성애자로 간주되었던)는 다음처럼 주장하기도 했다. “아나키스트는 모든 자유를 요구하며, 이에는 성적인 것도 포함된다. 동성애는 모두가 마땅히 갈구해야할 건강한 에고이즘으로 우리를 이끌 것이다.”
오스카 와일드는 그의 ‘사회주의 하에서 인간의 영혼’에서 열정적으로 부가 모두에게 공유되는 평등사회를 옹호했으며, 동시에 개성을 파괴할 위험을 내포한 권위주의적 사회주의의 위험성에 대한 경고를 했다. 이후 다음과 같이 언급하기도 했다. “내생각에 나는 사회주의자 이상이다. 나는 일종의 아나키스트인것 같다.” 와일드는 스테판(Stephen)과 알폰소(Alphonso) 같은 사랑스러운 소년들과 여행들 즐기기도 했는데 이들 또한 아나키스트였다.

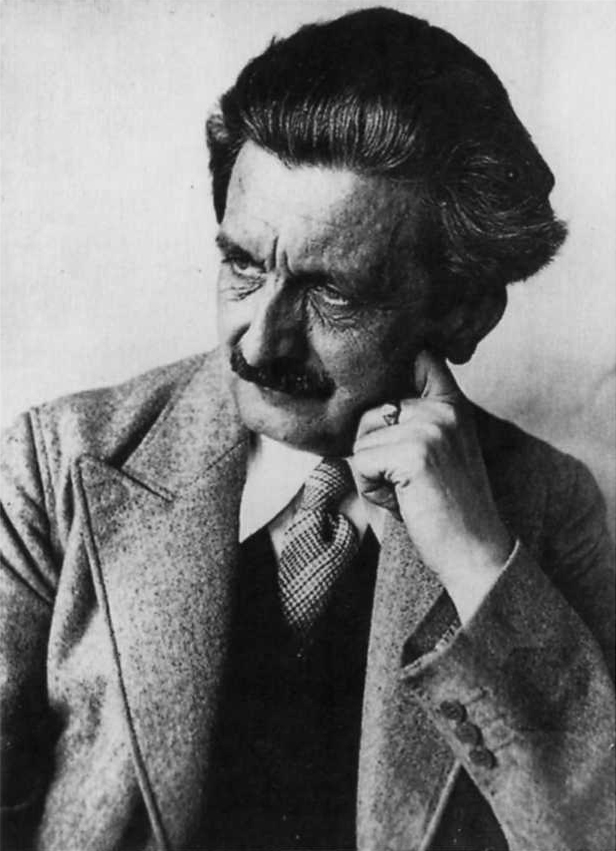
아돌프 브랜드

아나코 생티칼리스트 작가 울리히 린즈(Ulrich Linse)는 다음과 같이 언급한다. “1900년의 베를린의 개인주의적 아나키스트 씬을 묘사하자면… 자유연애와 동성애를 문화적 용사로 찬미했으며 형법 175조(Paragraph 175)에 맞섰던  요하네스 홀츠만(Johannes Holzmann 혹은 Senna Hoy)를 들수있다.” 호이는 그의 주간지 Kampf(투쟁)에서 그의 견해를 표현했으며, 이듬해는 구독자수가 10,000여명에 달했다. 독일 아나키스트이자 심리치료사인 오토 그로스(Otto Gross)도 역시 남성과 여성 모두에 관해서 동성애에 관한 많은 글을 썼으며 이 차별에 반대했다. 이성애 아나키스트인 로버트 라이츨(Robert Reitzel)은 1890년이 시작될 무렵에 독일어 저널인 “Der arme Teufel”에서 동성애에 대해 긍정적으로 언급했다.
존 헨리 맥케이(John Henry Mackay)는 개인주의적 아나키스트였고, 아나키스트 운동에서 막스 슈티르너의 중요한 초기 추종자이자 선전가였다. 맥케이는 히르슈펠트의 형법 175에 반대하는 서명의 초기 서명자중의 한 명이었다.(1899년에 발표된 첫번째 목록에 그의 이름이 서명되어 있다) 그는 오스카 와일드에게 특별한 관심을 가졌으며 그가 동성애라는 죄목으로 수감되자 격노했다. 그렇지만 그는 히르슈펠트와 그의 과학적 인도주의자 위원회(Scientific Humanitarian Committee)와 갈등이 있었다.

개인주의적 아나키스트인 아돌프 브랜드는 히르슈펠트의 과학적 인도주의자 위원회의 멤버였지만, 이후 이탈 그룹을 형성한다. 브랜드와 그의 동료들은 Gemeinschaft der Eigenen(자기 소유자들의 공동체)라는 그룹을 형성했고, 이는 막스 슈티르너에게 커다란 영향을 받았다. 

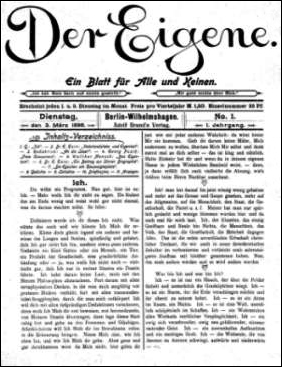
Der Eigene

그들은 히르슈펠트가 동성애를 일종의 “중성”의 영역으로 분류한 것에 반대했다. 그시대의 동성애자 아나키스트이자 브랜드의 Der Eigene의 기여자였던 에왈드 첵(Ewald Tschek)은 1925년의 글에서 히르슈펠트와 그의 과학적 인문주의자 위원회를 비난했고 히르슈펠트를 Dr. Feldhirsch라고 부르면서 조롱했다. 맥케이는 브랜드와 그의 조직에 대한 가까운 견해를 가졌지만, 브랜드의 성차별적인 시각에 반대했으며, 다음과 같이 언급했다. “아나키스트의 원칙인 모두를 위한 평등과 자유는 확실히 남성뿐만 아니라 여성에 대한 것이기도 하다.”
Der Eigene은 베를린에서 브랜드에 의해 1896년에서 1932년 동안 발간되었으며 세계 최초의 게이 저널이었다. 브랜드는 그 스스로 많은 시와 기사를 기여했다. 다른 기여자들로는 베네딕트 프래들랜더( Benedict Friedlaender), 한스 하인츠 이월스( Hanns Heinz Ewers), 에리히 뮈삼( Erich Mühsam), 커트 힐러( Kurt Hiller), 에른스트 부르샤드(Ernst Burchard), 존 헨리 맥케이, 테오도르 레싱(Theodor Lessing), 클라우스 만(Klaus Mann), 토마스 만, 빌헬름 폰 글뢰덴(Wilhelm von Gloeden), 샤샤 슈나이더(Sascha Schneider) 같은 이들이 있었다. 나치가 권력을 장악한 이후 브랜드는 나치의 박해 대상이 되었으며, 그의 저널 또한 폐간되었다.
저명한 미국의 아나키스트인 엠마 골드만은 성소수자에 대한 편견에 대해 노골적으로 비판하는 목소리를 냈다. 그녀의 사회해방이 게이와 레즈비언에게까지 영향을 주어야 한다는 의견은 당시에는 전례가 없는 주장이었으며, 이는 아나키스트들 사이에서도 크게 다르지 않았다. 마그누스 히르슈펠트가 다음과 같이 언급한 적이 있다. “그녀는 대중에게서 동성애자들의 권리를 변호한 최초이자 유일한 여성이었으며, 물론 최초이자 유일한 미국인이었다." 수많은 연설과 편지에서 그녀는 게이와 레즈비언에 대한 공포와 낙인을 비난 했으며, 그들이 자유롭게 사랑을 나눌 권리를 옹호했다.” 골드만이 히르슈펠트에게 보내는 편지에 다음과 같은 의견이 언급되어 있다. “다양한 성적유형의 사람들이 동성애에 대한 무지와 그들에 삶에 커다란 의미가 있는 다양한 그라데이션의 젠더와 다양한 젠더의 변형에 대해 너무도 무관심한 세계에 구속되어 있다는 사실은 커다란 비극입니다.”
루시아 산체스 사르오닐(Lucía Sánchez Saornil)은 스페인의 아나카 페미니즘 성향의 조직인 Mujeres Libres(자유여성)의 주요한 창립 멤버중의 한명이었고, 자신의 레즈비언 성향에 대해 표현했었다. 젊은 나이에 그녀는 시를 쓰기 시작했고, 울트라이즘 문학 운동에서 자신을 나타내었다. 1919년까지 Los Quijotes, Tableros, Plural, Manantial 그리고 La Gaceta Literaria 같은 다양한 저널에 그녀의 글을 실었다. 남성형 필명을 사용해서 레즈비언에 대한 글을 썼다. 당시 동성애는 범죄였으며 검열의 대상이었다. 루시아 산체스 사르오닐과 그녀의 동료인 메르세데스 코마포사다(Mercedes Comaposada), 암파로 포키 가스콘(Amparo Poch y Gascón)과 함께 1936년에 Mujeres Libres를 창립한다. 자율 아나키스트 조직인 Mujeres Libres는 기본적으로 여성의 해방과 사회 혁명이라는 “이중 투쟁”을 목표로 했다. “자유여성”은 성평등이 계급없는 사회에서 자연스럽게 나타날 것이라는 견해에 부정적이었다. 스페인 내전이 발발하자, 자유여성은 재빠르게 여성 사회공간, 학교, 신문 그리고 보육 프로그램등을 조직화 해서 회원수가 30,000여명에 이르게 된다.

프랑스의 양성애자 작가인 다니엘 게랭의 글들은 좌파와 성소수자 사이의 긴장감에 대한 통찰을 제공한다. 그는 프랑스 좌파 운동의 1930년대에서 그가 사망할 1988년까지 주요한 인물이었다. 1965년 커밍아웃 이후, 그는 20세기에 걸쳐 좌파 내부에 침투한 동성애에 대한 극단적인 적개심에 관해 목소리를 내었다. 게링이 1975년에 쓰기를 “얼마 전까지만 하더라도, 스스로를 혁명가라고 선언하면서 동성애자임을 밝히는 것은 불가능한 일이었다” 1954년 게랭은 그의 킨제이 보고서에 대한 연구를 발표하면서 프랑스에서의 동성애자에 대한 억압을 자세히 묘사함으로서 광범위 하게 공격 받았다. “가장 가혹한 비판은 맑스주의자들에 의한 것이었다. 그들은 성배타(antisexual) 테러리즘에 의한 억압을 심각하게 과소평가 하는 경향이 있다. 나는 물론 그런 일이 있을것이란 것을 예감하고 있었다. 나는 책을 출판할 때 정치의 영역에서 나와 가깝다고 느꼈던 사람들에게 공격 받을지도 모른다는 사실을 감당하고 있었다.” 1965년의 커밍아웃 이후, 게랭은 좌파에게서 버림 받았으며 성 해방에 대한 그의 논문은 좌익 저널에서 검열되거나 거절되었다. 1950년대 게랭은 맑스 레닌주의를 버리고 아나키즘과 맑스주의의 통합을 시도하면서 정강주의에 도달하게 되었으며, 자본주의를 거부하면서 개인주의의 태도를 취했다. 게랭은 프랑스의 68 혁명에 참여했으며, 이 사건은 이후 등장한 프랑스의 게이 해방 운동의 일부였다. 수십년 이후 프레드릭 마르텔(Frédéric Martel)은 게랭을 “프랑스 동성애 운동의 할아버지” 라고 묘사 했다.
미국에선 폴 굿맨(Paul Goodman)이라는 영향력 있는 아나키스트 사상가가 양성애자로서 커밍아웃 했다. 그는 남성과의 낭만적인 성적관계에 대한 일들을 공개했으며(대표적으로 “"Being Queer”) , 1970년대 초의 새로운 게이 해방 운동의 중요한 문화적 발판중의 하나가 되었다.

## 가장 퀴어적인 반란을 향해
| “ | 일부 사람들은 “퀴어”를 “게이나 레즈비언” 혹은 “LGBT”와 동의어로 간주한다. 이 글은 짧다. 그러한 “L”, “G”, “B” 또는 “T”의 구조안에 들어갈 수 있는 사람들은, 퀴어 담론의 한계에 봉착할 수 있으며 퀴어는 거주하기에 알맞은 안정된 영역이 아니다. 퀴어는 단지 깔끔한 사회적 범주의 목록에 추가 될 수 있는 또 다른 사회적 정체성이 아니며, 우리 정체성의 양적인 합도 아니다. 오히려 안정성의 표현에 반대하는 질적인 표현이며, 다루기 쉬운 정체성의 한계를 문제화하는 정체성이다. 퀴어는 백인 일부일처적 가부장제의 지배적 서사에 대한 반대일 뿐만 아니라, 소외되고, 배제되고, 억압받는 모든 사람들과의 친밀감을 통해 정의된 긴장의 영역이다. 퀴어는 비정상적이며 이상할 뿐만 아니라 위험하다. 퀴어는 성과 젠더를 포함하지만 훨씬 더 많은 것을 포함한다. 이것은 우리의 욕망과 판타지이며 그 이상이다. 퀴어는 이성애적 자본주의의 세계와 충돌하는 모든 것의 결합한다. 퀴어는 정상(Normal)의 정권에 대한 전면적인 거부다. 퀴어로서 우린 정상을 이해한다. 정상은 우리의 모든 관계에서 재현되는 우리 조건에 대한 폭정이다. 정상은 매일 매순간 마다 폭력적으로 되풀이 된다. 우리는 이 정상을 총체로 이해한다. 이것은 모든 억압과 비참함이 중첩되며 상호연결된 총체이다. 그 총체는 국가다. 이것은 자본주의다. 이것은 문명과 제국이다. 이것은 세계를 가르는 울타리다. 이것은 경찰에 의한 강간과 폭력이다. 이것은 “Str8 Acting”, “No Fatties or Femmes”이다. 이것은 이성애 남자를 향한 퀴어의 눈길이다. 이것은 정상을 성취 할 수 없는 사람들에게 가해지는 잔혹한 교훈이다. 이것은 우리 자신을 일부 제한하거나 우리 몸을 미워하게 하는 모든 것이다. 우린 정상을 잘 이해하고 있다. 우리가 사회 전쟁을 이야기하는 것은, 우리에게 순수한 계급 분석이 충분하지 않기 때문이다. 맑스주의의 경제적 시각이 배싱(bashing)의 생존자와 성노동자, 가출 십대 노숙자에게 대체 무슨 의미가 있는가? 순전한 계급분석이, 우리에게 지정된 성과 젠더를 넘어선 해방의 여정을 향한 혁명의 패러다임이 될 수 있음을 어떻게 보장할 수 있는가? 혁명의 주체로서의 프롤레타리아는 이성애노동자라는 모델을 벗어난 모두를 소외시킨다. 레닌과 맑스는 우리의 길을 결코 망쳐놓지 못할 것이다. 우리는 우리의 비참함의 복잡성과 마주하기 위해 좀 더 철저한 무언가가 필요하다. 간단히 말해서, 우리는 모든 지배와 이것이 다양하고 복잡하게 얽힌 지배의 네트워크를 폐허로 만들길 원한다. 이에 맞선 투쟁은 우리의 모든 사회관계 속에서 나타날 것이며, 우린 이를 사회전쟁이라 부른다. 이것은 총체와 충돌하기 위한 과정이자 조건이다. 퀴어에 대한 담론에서 우리는 이 총체에 맞선, 정상에 맞선 투쟁의 공간에 대해 이야기 하고 있다. “퀴어”로서 우리는 “사회전쟁”이다. 그리고 우리가 모든 지배와의 갈등으로서 퀴어를 말할때, 우린 이것을 의미한다. 우린 언제나 이방인이었고, 외계인이자 범죄자였다. 체질적인 열등인간, 배신자, 괴물, 도덕적 저능아, 이 문명에서 퀴어의 이야기는 언제나 성적 탈선에 대한 서술이었다. 우리는 국경에서, 노동에서, 가족 관계에서 제외되었다. 우리는 강제 수용소에 보내졌으며, 감옥에 갇혔으며, 성 노예가 되었다. 정상이자 이성애적인 미국인 가정은 언제나 퀴어에 반대하며 구성되었다. 이성애는 퀴어가 아니다. 백색은 색깔이 아니다. 건강한 사람에게는 HIV가 없다. 이성애 중심적 담론, 백인성(whiteness)과 자본주의는 이를 권력의 모델로서 재현한다. 나머지 우리에게 있어서 그것은 죽음이다…… 어떤 게이(fag)가 그의 젠더 표현이 너무 여성적이기에 구타 당했다. 가난한 트랜스남성은 그의 생명과도 같은 호르몬을 구할 여유가 없다. 성노동자가 그의 고객에 의해 살해 당했다. 젠더 퀴어 사람이 “존나 이성애자적” 이어야 할 필요가 있기 때문에 강간 당했다. 4명의 흑인 레즈비언들이 감히 이성애자 남성의 폭력으로부터 자신을 보호했기 때문에 감옥에 갇혔다. 거리에서 경찰은 우리를 구타하고 우리에겐 돈이 없기 우리의 몸은 제약회사에 의해 파괴되고 있다. 퀴어는 우리 몸을 통해 이 세상의 폭력과 지배를 직접적으로 경험한다. 계급, 인종, 젠더, 성, 능력, 상호연결되고 중첩되는 억압의 범주는 종종 추상화되어 길을 잃지만, 퀴어는 물리적으로 이를 이해하도록 강요 당한다. 우리의 몸과 욕망은 우리들에게서 도둑질 되었고, 우리가 결코 구현할 수 없는 삶의 모델로서 우리에게 다시 강매되었다…… 우리는 이성애중심주의를 통해 증폭된 사회통제와 지배의 복잡성을 경험한다. 경찰이 우리를 죽일 때, 우린 그들을 죽이기를 바란다. 우리의 젠더가 그들의 것에 유사하게 포함되지 않기 때문에 감옥이 우리의 몸을 옭아매고 강간할 때, 물론 우리는 그들을 불살라 버리길 원한다. 유색인종과 퀴어가 없는 국가의 정체성을 위한 국경이 세워질 때, 우리는 모든 국가와 국경의 파괴라는 하나의 해결책을 떠올린다…… 퀴어는 규범을 공격하는 위치이며, 더욱이 정상이 재현되고 되풀이 되는 방식을 이해하고 공격할 수 있는 위치다. 정상을 불안정하고 문제화하기 위해 우리는 총체에 대한 불안정이자 문제가 될 수 있다. 조직된 퀴어의 역사는 이 입장에서 나왔다. 가장 소외된 사람들인 트랜스젠더, 유색인종, 성노동자들은 언제나 퀴어 저항의 폭동의 폭발을 위한 촉매제였다. 이런 폭발은 퀴어의 해방은 국가와 자본주의의 소멸과 근본적으로 연결되어 있다는 급진적인 분석과 결합되어 있다. 이것은 놀라운 일이 아니다. 이땅에서 공공연히 성해방에 대해 이야기한 최초의 사람들은 아나키스트들이었으며, 혹은 지난세기 동안 퀴에 해방을 위해 싸우며 동시에 자본주의, 인종주의, 가부장제와 제국에 맞서 투쟁을 벌인 이들이었다. 이것이 우리의 역사다. 역사가 증명한다면, 자본주의는 급진적 사회운동을 가라앉히는 위험한 힘을 가진 경향이있다. 이것은 간단하지만 확실하게 작동한다. 그룹은 운동 내에서 특권과 힘을 얻은 뒤에, 그들의 동지를 팔아 버린다. 스톤월으로부터 몇년 지나지 않아, 풍족한 게이 백인 남성은 그들의 운동이 가능하게 했던 모든 사람들을 철저하게 소외 시켰고, 이와 함께 그들의 혁명을 버렸다. 이것은 한때 통제와 지배의 세력에 직접적으로 충돌했던 퀴어였다. 이제 우리는 순전한 침체와 불모의 상태에 직면해 있다. 언제나 그래왔듯이 자본은 거리의 벽돌 던지기 여왕들을 양복을 입은 정치인들과 활동가들로 바꿔 버렸다. 이곳엔 logcabin 공화당원(Log Cabin Republicans)이 있으며 “스톤월은 이제 게이 민주당원을 의미한다…… “LGBT” 정치의 설립은 동화(assimilation), 젠트리피케이션, 자본과 국가권력의 힘이 되었다. 게이 정체성은 이제 시장성있는 상품이자 지배에 대한 투쟁에서 후퇴하는 장치가 되었다. 이제 그들은 결혼과 군대, 국가에 대하여 비판하지 않으며, 오히려 각각의 퀴어 동화 캠페인을 벌이고 있다. 그들의 정치는 이 모든 것들에 대한 멸망이 아니라 그런 끔찍한 제도에 대한 옹호이다. "게이도 이성애자들처럼 전세계의 빈자를 죽일 수 있다!" "게이도 국가와 자본의 통치를 똑바로 유지할 수 있다!" "우린 당신들과 같다." 동화론자들은 동성애자들을 백인, 일부일처제, 부유층, 2.5명의 자녀, 하얀 울타리와 SUV 같은 정상으로써 만드는 것 이상을 원하지 않는다...... 우리가 진실로 이 총체를 폐허로 만들고 싶다면, 우리는 단절할 필요가 있다. 우리는 결혼과 군대 국가에 포함되길 원하지 않는다. 우린 그것을 끝내기를 원한다. 더 이상 게이 정치인, 게이 CEO, 게이 경찰같은 것들은 없다. 우리는 동화 정치와 해방을 위한 투쟁 사이에 커다란 간극이 있음을 밝혀야 한다. 우리는 퀴어 아나키스트로서 폭동적인 유산을 재발견 해야 한다. 우리는 정상의 구조를 파괴 해야 하며, 그것을 해체할 힘을 가진 정상으로부터 소외된 것들에 기초한 입장을 창출해야 한다. 우리는 동화정책의 주류 뿐만이 아니라 자본주의 자체로 부터의 단절을 위해 이 위치를 사용해야 한다. 이러한 위치는 세상과의 완전한 파열을 준비하는 사회적 힘의 도구가 될 수 있다. 우리의 육체는 이 사회의 질서와 충돌하며 태어났다. 우린 이 갈등을 심화시켜 확산시켜야 한다…… 수잔 스트라이커(Susan Stryker)는 국가는 "어떤 종류의 삶이 가치가 있고 유용한지를 결정하는 규범과 기대 안에서 사람들을 옭아매고, 사람들의 삶이 국가의 사용에서 벗어나기 시작할 수 있는 가능성과 상상력을 간직한 변화의 공간을 파괴함으로써 크고 작은 방식으로 몸을 규제한다"고 언급했다. 우린 번성하고자 하는 욕망이 가능한 공간을 만들어야 한다. 이 공간은 물론 사회질서와 충돌해야 한다. 욕망을 가두도록 구조화 된 세계에서 욕망적이고자 하는 우리는 매일 살아있는 긴장이다. 우리는 이 긴장이 우리를 구속하는 감옥을 찢어 버리는 강력한 힘이 될 수 있음을 기억해야 한다…… 파열에서 태어난 이 지형은, 억압에 전적으로 도전해야한다. 이것은 물론 세상의 완전한 부정을 의미한다. 우린 반란군이 되어야 한다. 우린 힘에 탐닉하고 빠져들어야 한다. 우리의 욕망을 위한 공간의 투쟁에서 우리는 우리의 육체의 힘을 알게된다. 욕망을 위한 우리의 투쟁에서 우리를 파괴하는 것들을 파괴하기 위한 힘을 찾는다. 우린 정상의 정권과 충돌해야한다. 이것은 모든 것에 대한 전쟁을 의미한다. 우리가 구속없는 세계를 원한다면, 우린 이 세상을 찢어 버려야 한다. 우린 척도와 사랑과 욕망을 넘어서 가장 파괴적인 방식으로 살아야한다. 우린 사회전쟁의 감각을 이해해야 한다. 우린 위협이 될 수 있음을 배울 수 있고, 가장 퀴어적인 반란이 될 수 있다... 분명히 말하자면 우린 Fab Five만큼 잘차려입거나 세련될 수 없다는 사실에 좌절했다. 우린 브로큰백 마운틴에서 무엇도 찾을 수 없었다. 우린 너무도 오랫동안 고개를 숙인 채 복도를 걸어다녀야 했다. 우린 군대나 결혼에 좆도 신경쓰지 않았지만, 우리가 그래선 안되는 모든 곳에서 화끈한 섹스를 했었고 학교의 다른 아이들은 그것에 대해 알 턱이 없었다... 내가 16살일 때 양아치 새끼가 나를 게이새끼라고 부르며 밀친 적이 있었고, 난 그의 입에 주먹을 날렸다. 내 주먹과 그의 얼굴간의 교감은 MTV가 우리 세대에게 제공하는 어떤 것 보다도 섹시하고 해방감을 선사해 주는 것이었다...... 간단히 말해서 이 세계는 결코 우리에게 충분하지 못했다. 그러니 이렇게 외치자 "우린 모든 걸 원해 망할새끼들아, 우릴 막아 보시지!" 퇴폐적이 되자! 퇴폐는 우리의 정치다! 퇴폐는 우리의 삶이다! | ” |
|   | — Mary Nardini Gang. Toward the queerest insurrection |   |

## 같이 보기
- 아나키즘
- 자유지상주의적 사회주의

## 참고 문헌
- C. B. Daring; J. Rogue; Deric Shannon and Abbey Volcano (Eds). Queering Anarchism: Addressing and Undressing Power and Desire. AK Press. 2012
- Lena Eckert. "Post-Anarchism as a Tool for Queer and Transgender Politics and/or Vice Versa?" 보관됨 2016-03-03 - 웨이백 머신
- Terence Kissack. Free Comrades: Anarchism and Homosexuality in the United States. AK Press. ISBN 978-1-904859-11-6